# Saint-Julien-Molhesabate
Saint-Julien-Molhesabate – miejscowość i gmina we Francji, w regionie Owernia-Rodan-Alpy, w departamencie Górna Loara.
Według danych na rok 1990 gminę zamieszkiwały 253 osoby, a gęstość zaludnienia wynosiła 9 osób/km² (wśród 1310 gmin Owernii Saint-Julien-Molhesabate plasuje się na 599 miejscu pod względem liczby ludności, natomiast pod względem powierzchni na miejscu 246).